# 채주화
채주화(본명: 김혜림, 1993년 1월 19일~)는 대한민국의 래퍼 겸 음악가이고, 배우이자 방송인이다. 서울 서대문구 충현동 출생이다.
과거 걸 그룹 헬로비너스의 메인 래퍼를 맡았었다. 2019년 헬로비너스 해체 후 연기자로 전향했으며, 예명도 라임에서부터 채주화로 변경하였다.

## 학력
- 경기초등학교 (졸업)
- 예원학교 음악과 (졸업)
- 영파여자고등학교 (졸업)
- 건국대학교 영상영화학과 (재학)

## 음반 목록
- 2018년 《FM201.8-07Hz : Miss You》 (Feat. JERO)

## 가수 외 활동

### 영화
- 2015년 《쎄시봉》 : 명동여신 역

### 드라마
- 2017년 SBS 수목드라마 《딴따라》 : 여가수 역
- 2020년 채널A 금토드라마 《터치》 : 비서 역